# Unie pro sport a zdraví
Unie pro sport a zdraví (zkratka USZ) je české politické hnutí se zaměřením na sport, založené v roce 1998. Působí zejména v Libereckém kraji.

## Činnost
Unie pro sport a zdraví se primárně zaměřuje na témata sportu, zdraví, životního prostředí a uvážlivého hospodaření. Unie pro sport a zdraví působí zejména v regionální politice v Liberci, svoje místní organizace má však i v Semilech či Lounech. Ucházela se i o křesla v krajském zastupitelstvu v Libereckém kraji.

## Historie
Strana vznikla v roce 1998 jako hnutí pod názvem Liberecká unie pro sport a zdraví, v roce 2001 se název strany změnil na Unie pro sport a zdraví a začaly vznikat mimoliberecké organizace. 19. listopadu 2003 se konala první celorepubliková konference.

## Volební výsledky
V komunálních volbách v roce 1998 získala strana v Liberci 6,13 %, což znamenalo dva mandáty v zastupitelstvu města Liberce. V komunálních volbách v roce 2002 získala strana v Liberci 7,18 %, a navýšila tak počet získaných mandátů na tři. V komunálních volbách v roce 2006 při zisku 9,06 % straně zůstal stejný počet zastupitelů. Tři mandáty strana obhájila i ve volbách v roce 2010. Strana získala mandáty i v Semilech či městském obvodu Liberce - ve Vratislavicích nad Nisou.
V krajských volbách v roce 2000 získala strana v Libereckém kraji jen 4,02 % a neobsadila tak žádný mandát. Strana se do krajského zastupitelstva nedostala ani ve volbách v roce 2004, do nichž šla v koalici s Demokratickou regionální stranou. Proniknout do libereckého krajského zastupitelstva se Unii pro sport a zdraví nepodařilo ani ve volbách v roce 2008.
Ve volbách do Poslanecké sněmovny 2002 strana podpořila Stranu zelených.
Ve volbách do Senátu PČR v roce 2020 má hnutí jediného nestranického kandidáta: v lounském volebním obvodu obhajuje svůj mandát Zdeňka Hamousová, dříve zvolená jako nestraník za ANO 2011.

## Osobnosti
- Jiří Veselka – předseda strany, bývalý náměstek primátora Liberce pro rozvoj a územního plánování
- Zuzana Kocumová – zastupitelka Liberce, v letech 2010–2011 náměstkyně primátora Liberce pro sport a cestovní ruch, v letech 2014–2018 radní města; v důsledku neshod s USZ přešla po pádu Jana Korytáře k uskupení Změna pro Liberec[13] (zde setrvala do roku 2017), aktuálně působí v zastupitelstvu za vlastní uskupení Liberec otevřený lidem – LOL!
- Jiří Rutkovský – zastupitel Liberce, mezi lety 2011 a 2014 náměstek primátorky Liberce pro územní plánování, sport a cestovní ruch[14]